# 대한민국의 전문대학 목록
다음은 대한민국의 전문대학 목록이다.

## 가
가톨릭상지대학교 ·  강동대학교 ·  강릉영동대학교 ·  강원도립대학교 ·  거제대학교 ·  경기과학기술대학교 ·  경남도립거창대학 ·  경남도립남해대학 ·  경남정보대학교 ·  경민대학교 ·  경복대학교 ·  경북과학대학교 ·  경북보건대학교 ·  경북전문대학교 ·  경인여자대학교 ·  계명문화대학교 ·  계원예술대학교 ·  고구려대학교 ·  광양보건대학교  ·  광주보건대학교 ·  구미대학교 ·  국제대학교 ·  군산간호대학교 ·  군장대학교 ·  기독간호대학교 ·  김포대학교 ·  김해대학교

## 나
농협대학교

## 다
대경대학교 ·  대구공업대학교 ·  대구과학대학교 ·  대구보건대학교 ·  대덕대학교 ·  대동대학교 ·  대림대학교 ·  대원대학교 ·  대전과학기술대학교 ·  대전보건대학교 ·  동강대학교 ·  동남보건대학교  ·  동서울대학교 ·  동아방송예술대학교 ·  동아보건대학교 ·  동양미래대학교 ·  동원과학기술대학교 ·  동원대학교 ·  동의과학대학교 ·  두원공과대학교

## 마
마산대학교 ·  명지전문대학 ·  목포과학대학교 ·  문경대학교

## 바
배화여자대학교 ·  백석문화대학교 ·  백제예술대학교 ·  부산경상대학교 ·  부산과학기술대학교 ·  부산보건대학교 ·  부산여자대학교 ·  부산예술대학교 ·  부천대학교

## 사
삼육보건대학교 ·  서영대학교 ·  서울여자간호대학 ·  서울예술대학교 ·  서일대학교 ·  서정대학교 ·  선린대학교 ·  성덕대학교 ·  세경대학교 ·  송곡대학교 ·  송호대학교 ·  수성대학교 ·  수원과학대학교 ·  수원여자대학교 ·  순천제일대학교 ·  숭의여자대학교 ·  신구대학교 ·  신성대학교 ·신안산대학교

## 아
아주자동차대학교 ·  안동과학대학교 ·  안산대학교 ·  여주대학교 ·  연성대학교 ·  연암공과대학교 ·  연암대학교 ·  영남외국어대학 ·  영남이공대학교 ·  영진전문대학교 ·  오산대학교 ·  용인예술과학대학교 ·  우송정보대학 ·  울산과학대학교  ·  웅지세무대학교 ·  원광보건대학교 ·  유한대학교 ·  인덕대학교 ·  인하공업전문대학

## 자
장안대학교 ·  재능대학교 ·  전남과학대학교 ·  전남도립대학교 ·  전북과학대학교 ·  전주기전대학 ·  전주비전대학교 ·  제주관광대학교 ·  제주한라대학교 ·  조선간호대학교 ·  조선이공대학교 ·  진주보건대학교

## 차
창원문성대학 ·  청강문화산업대학교 ·  청암대학교 ·  춘해보건대학교 ·  충남도립대학교 ·  충북도립대학 ·  충북보건과학대학교 ·  충청대학교

## 파
포항대학교

## 하
한국골프과학기술대학교 ·  한국관광대학교 ·  한국농수산대학교 ·  한국승강기대학교 ·  한국영상대학교 ·  한림성심대학교 ·  한양여자대학교 ·  한영대학교 ·  혜전대학교 ·  호산대학교

## 같이 보기
- 대한민국의 대학 목록
- 대한민국의 대학원대학 목록